# Liebe für die Ewigkeit
Liebe für die Ewigkeit (Hindi: ये लमहे जूदाई के, Urdu: يھ لمحے جدائي کے, Übersetzung: „Dieser Augenblick der Trennung“) ist ein indischer Film, entstanden unter der Regie von Birendra Nath Tiwari aus dem Jahr 2004.

## Handlung
Jaya und Dushant kennen sich seit Kindertagen. Sie erkennt sein Talent und mit Hilfe des Reichtums ihres Vaters unterstützt sie ihn, da Dushants Eltern nicht reich sind. Als sie älter werden, verlieben sie sich ineinander. Auf dem College kommen auch Sujit und Nisha zum Freundeskreis hinzu. Was Dushant nicht weiß ist, dass Nisha ebenfalls in ihn verliebt ist. Einige Jahre vergehen und Rajpal, Dushants Manager und Vertrauter, rät Jaya sich von Dushant fernzuhalten, um seinen Erfolg, der sich inzwischen eingestellt hat, nicht zu gefährden. Sie stimmt zu. Während einer Tour um die Häuser trifft Dushant seinen Schulfreund Sujit wieder, der ihn mit zu Nisha nimmt. Nisha hat inzwischen Jayas Haus gekauft und versucht nun Dushant zu verführen. Rajpal versucht Dushant vor seinen Freunden zu warnen, denn weder Sujit noch Nisha oder ihr Vater Dhingra haben gutes im Sinn.
Sujit und Dhingra versuchen an Dushants Vermögen zu gelangen. Nisha will ihn für sich, doch er liebt noch immer Jaya. Als sie sich endlich bei ihm meldet, fängt Nisha das Gespräch ab. Sie und Sujit machen Dushant vor, Jaya wolle Geld von ihm. Er glaubt es und weist sie zurück. Dhingra, ein früherer Geschäftspartner von Jayas Vater, will sich an diesem rächen. Jaya wird überfahren. Dushant erfährt, durch ein Gespräch, das er zufällig mithört, zu spät von dem Betrug seiner Freunde und plant sich zu rächen. Doch bevor er dazu kommt, werden Sujit und Nisha umgebracht.
Zwischenzeitlich ermittelt die Polizei, denn der Tod von Jaya war Mord. Der Polizist Rahul wird in der Nähe von Jayas Schwester platziert, um herauszufinden, was sie weiß und ob Dushant vielleicht der Täter ist. Dhingra ahnt, dass er der nächste ist, der getötet wird. Jayas Vater berichtet seiner Tochter am Telefon darüber. Rahul ist anwesend, allerdings über den Tod des Gangsters aber noch nicht in Kenntnis gesetzt. Bei einem Besuch beim Vater findet sie die Tatwaffen und Rahul verhaftet ihn. Er hatte Sujit, Nisha und Dhingra als Rache für Jaya getötet und auch Dushant sollte sterben, da er glaubte, er hätte Jaya auf dem Gewissen.

## Produktion
Der Film wurde ab 1994 über zehn Jahre hinweg gedreht und teilweise sind die Schauspieler von einer Szene zur anderen um 10 Jahre gealtert. Regie führte Birendra Nath Tiwari. Shah Rukh Khan stand zur Nachvertonung des Filmes nicht mehr zur Verfügung, so dass er im Original zwei Stimmen hat.
Am 9. April 2004 kam der Film in die indischen Kinos. Im Januar 2006 erschien eine deutsche Fassung bei KSM.